# Carenítida
La Carenítida (en llatí Caranitis o Carenitis, en grec antic Καρανῖτις o Καρηνῖτις) va ser una regió armènia de l'Àsia Menor oriental centrada a la ciutat de Karin, després anomenada Teodosiòpolis.
La regió era un domini directe de la corona armènia. Quan el rei Àrsaces III va morir cap a l'any 389 i l'emperador romà no va permetre la successió reial, els seus descendents, els Arxakuní, es van anomenar prínceps de la Carenítida, fins que Justinià va suprimir el principat l'any 532, mitjançant edictes que va emetre entre els anys 528 i 536.
Faust de Bizanci diu que la Carenítida era patrimoni dels Arxakuní, nom que van prendre com a descendents del rei Àrsaces III i del seu germà Vologès o Valagash. A la comarca es va produir també el combat entre el rei Varasdat (374-378) i Manuel Mamiconi sparapet (comandant suprem de l'exèrcit) i regent d'Armènia de l'any 378 al 385. La necròpolis dels arsàcides armenis es trobava a Gamachus-Ani, a l'Armènia Superior. A la terra de la Carenítida hi havia la ciutat de Karin, posteriorment anomenada Teodosiòpolis d'Armènia, que amb el nom de Karin ja existia abans de la partició del regne d'Armènia entre els perses i l'Imperi Romà l'any 387 tal com es desprèn del text de la relació Narratio de rebus Armeniae. Era molt natural que el govern imperial escollís com a seu del governador romà del recentment annexat Regne armeni occidental el lloc principal del patrimoni reial, que devia haver servit de capital mentre aquest va existir.
Procopi també esmenta a Bassaces (Vasaces), gendre de l'arsàcida Joan, que de fet va dirigir la delegació armènia al Gran Rei Còsroes I i que posteriorment va portar un grup de notables armenis a l'Emperador. El nom Vasaces enllaça amb un Vasaces Mamiconi que era vassall romà, esmentat per Eliseu entre els insurgents de l'any 451 i del que no hi ha una referència paral·lela a Lazarus. Adontz opina que seria un error i que el Vasaces del 451 és merament una memòria del Vasaces del 539. És possible però, assumir que tots dos van existir i que els dos pertanyien als Mamiconis. En qualsevol cas, Lazarus recorda les crides dels prínceps insurgents del 451 dirigides a l'emperador, a altres prínceps armenis que ja no estaven a la Gran Armènia i al príncep d'Acilisene o Ekeleac). Acilisene era originàriament un alou gregorià segons Faust i va haver de passar, com a part de l'herència de Gregori als Mamiconis. Així, l'apel·lació registrada per Lazarus i la resposta relacionada per Eliseu es complementen entre si. Tot això indica l'existència d'una línia romana separada (de curta durada) dels Mamiconis a l'Acilisene. L'única altra casa principesca de l'Alta Armènia, esmentada per Procopi, és la dels bagràtides (Bagratuní-Aspetuni).